# Conca TV
Conca TV fou canal de televisió públic de la comarca de l'Anoia gestionat pel Consorci per a la gestió de la televisió digital local pública de la demarcació d'Igualada. Aquest consorci estava format pels ajuntaments de Calaf, Capellades, Igualada, Òdena, Piera, Santa Margarida de Montbui i Vilanova del Camí. La seva freqüència digital era el Canal 37 UHF a l'Anoia.
Des del 2004, any de fundació de Conca TV, el canal era gestionat per la Mancomunitat de la Conca d'Òdena. La primera emissió fou el 23 d'abril de 2005. Una nova etapa començà el gener del 2010 amb l'inici de les emissions en digital, donant servei als municipis d'Igualada, Santa Margarida de Montbui, Vilanova del Camí, Òdena i la Pobla de Claramunt. El desembre de 2011 la continuïtat del canal perillava per culpa de la situació financera de diversos dels municipis del consorci. Malgrat ser una de les televisions locals més vistes de Catalunya, finalment va deixar d'emetre l'any 2012.